# El Clot
Pour les articles homonymes, voir Clot.
El Clot, (le trou, la cuvette en catalan) est un quartier proche du centre et au nord-est de Barcelone. Il fait partie du Districte de Sant Martí qui existait déjà à l'époque médiévale sous le nom de Clotum Melis.
C'était l'une des zones nourricières de la ville, avec ses fermes et moulins.